# Matteo Ferrucci
Matteo Ferrucci (Fiesole, 1570 – Firenze, 1651) è stato uno scultore italiano.
Scultore attivo a Firenze, appartenne ad una famiglia di maestri scalpellini e scultori di Fiesole documentata dal XV secolo.
L'artista fu conosciuto particolarmente per la lavorazione del porfido così come il nonno Francesco Ferrucci detto del Tadda che aveva messo a punto le tecniche per poter scolpire pietre particolarmente dure, riscoprendo così l'arte dell'intaglio del porfido, mediante arnesi realizzati con una particolare tempra.
Per tali competenze, ricevette  commissioni importanti dalla corte medicea che apprezzava grandemente questo nobile materiale.

## Opere
- Rilievo della Granduchessa Cristina di Lorena, (1601-1609), Museo del Bargello
- Busto del Granduca Cosimo II, (1621) Galleria Palatina, Palazzo Pitti
- Busto in porfido rosso del cardinale Jean François Paul Gondi, Firenze.